# 張雲霖
張雲霖（1509年—？年），字子潤，山西應州人，廣東廣寧左衛官籍，明朝政治人物。

## 生平
治《詩經》，嘉靖十三年（1534年）由國子生中式甲午科順天府鄉試第六十二名，嘉靖二十九年庚戌科第三甲第一百四十五名進士。

## 家族
曾祖張端；祖張銘；父張春；母郭氏；繼母吳氏。慈侍下，妻鄭氏，繼妻陳氏；行一，弟雲瑞。